# Store ungarske slette
Den store ungarske slette eller Alföld (ungarsk: Alföld eller Nagy-Alföld, tidligere Nagy-Magyar-Alföld) er en stor slette i det pannoniske bækken. Den gennemskæres af de to store floder Donau og Tisza og deres bifloder. Sletten er afgrænset mod nord og øst af Karpaterne, mod sydvest af de dinariske alper og mod nordvest af de transdanubiske bjerge (bag sidstnævnte ligger den lille ungarske slette).
I Ungarn er Alföld delt mellem to regioner: Észak-Alföld (nord) og Dél-Alföld (syd).

## Historie
Frem til første verdenskrigs slutning lå Alföld i midten af gamle Ungerske Kongerige, ofte omtalt som Puszta. Siden Trianon-traktaten 1921 er sletten delt mellem Ungarn og fem "efterfølgerstater": Slovakiet, Ukraine, Rumænien, Serbien og Kroatien på trods af at slettelandet (til forskel fra de omkringliggende bjergkæder) næsten overalt havde ungarsk befolkningsmajoritet .